# Nästelsjön
Nästelsjön är en insjö i Jämtland som ligger cirka tio kilometer söder om byn Åsarna. 
Dess enda tillopp och utlopp är älven Ljungan. Till öster om sjön ligger den mycket lilla byn Nästeln. På Nästeln finns även en badplats.
Till väster om sjön finns den något större (men fortfarande lilla) byn Lillsved. Båda byarna har endast några få invånare.
Utloppet söder om sjön heter Nästelströmmen där sportfiske förekommer. Söder om Nästelströmmen ligger Rätanssjön. 